# Crucișor
Crucișor es una comuna ubicada en el distrito de Satu Mare, Rumania.

## Superficie
Posee una superficie de 40,92 kilómetros cuadrados.

## Demografía
Hasta 2021 la población era de 2195 habitantes, con una densidad de población de 53,64 habitantes por kilómetro cuadrado.